# Видобуток природних бітумів
Видобуток природних бітумів — термічний процес видобування важких вуглеводнів.
Актуальність видобування бітумів обумовлена тим, що близько 2/3 видобувних запасів «нетрадиційних» вуглеводнів складають бітуми, аналогом яких є важка нафта. Геологічні ресурси природних бітумів на порядок перевищують видобувні запаси важкої нафти.
Для розробки таких родовищ застосовують новітні теплові методи, що перевершують за ефективністю застосовувані для вилучення важкої нафти технології паротеплової дії. Наприклад, одним з таких методів є парогравітаційний дренаж (SAGD).